# Mezőhegyes vasútállomás
Mezőhegyes vasútállomás egy Békés vármegyei vasútállomás, Mezőhegyes településen, a MÁV üzemeltetésében. A vasútállomás jegypénztárral rendelkezik, a talált tárgyak osztálya a személypénztárban található.
A városközpont déli szélén helyezkedik el, közúti elérését a 4434-es útból kiágazó 44 329-es számú mellékút teszi lehetővé.

## Vasútvonalak
Az állomást az alábbi vasútvonalak érintik:
- Kétegyháza–Újszeged-vasútvonal
- Mezőtúr–Battonya-vasútvonal

## Kapcsolódó állomások
A vasútállomáshoz az alábbi állomások vannak a legközelebb:
- Csanádpalota megállóhely (Kétegyháza–Újszeged-vasútvonal)
- Belsőkamaráspuszta megállóhely (Kétegyháza–Újszeged-vasútvonal)
- Pitvaros megállóhely (Mezőtúr–Battonya-vasútvonal)
- Belsőperegpuszta megállóhely (Mezőtúr–Battonya-vasútvonal)

## Forgalom
| Járat        | Útvonal | Gyakoriság          |
| ------------ | --- | ------------------- |
| személyvonat | Békéscsaba – Kétegyháza – Bánkút – Medgyesegyháza – Magyarbánhegyes – Mezőkovácsháza felső – Mezőkovácsháza – Végegyháza – Végegyháza alsó – Belsőkamaráspuszta – Mezőhegyes | 1-2 óránként        |
| személyvonat | Békéscsaba – Kétegyháza – Bánkút – Medgyesegyháza – Magyarbánhegyes – Mezőkovácsháza felső – Mezőkovácsháza – Végegyháza – Végegyháza alsó – Belsőkamaráspuszta – Mezőhegyes – Csanádpalota – Nagylaki Kendergyár – Nagylak – Magyarcsanád – Apátfalva – Makó – Kiszombor megálló – Kiszombor – Deszk – Szőreg – Újszeged                                                      | Napi 2 pár          |
| személyvonat | Medgyesegyháza → Magyarbánhegyes → Mezőkovácsháza felső → Mezőkovácsháza → Végegyháza → Végegyháza alsó → Belsőkamaráspuszta → Mezőhegyes → Pitvaros → Ambrózfalva → Nagyér → Tótkomlós → Kardoskút → Orosháza felső → Orosháza → Orosháza-Üveggyár → Nagyszénás → Kiscsákó → Kisszénás → Csabacsűd → Csabacsűd felső → Sirató → Szarvas → Halászlak → Pusztabánréve → Mezőtúr | Napi 1 Mezőtúr felé |
| személyvonat | Mezőtúr – Pusztabánréve – Halászlak – Szarvas – Sirató – Csabacsűd felső – Csabacsűd – Kisszénás – Kiscsákó – Nagyszénás – Orosháza-Üveggyár – Orosháza – Orosháza felső – Kardoskút – Tótkomlós – Nagyér – Ambrózfalva – Pitvaros – Mezőhegyes | Kb. 2 óránként      |
| személyvonat | Battonya – Tompapuszta – Belsőperegpuszta – Mezőhegyes | Napi 1 pár          |